# بيتر كراوس (ممثل)
بيتر كراوس (بالألمانية: Peter Kraus)‏ (و. 1939 – م) هو ممثل، ومقدم برامج، ومغني، ومخرج سينمائي، من النمسا، ولد في ميونخ.

## جوائز
حصل على جوائز منها:
- النيشان الذهبي للخدمات المقدمة لمدينة فيينا ‏
- الوسام النمساوي للعلوم والفنون [الإنجليزية]‏.

## وصلات خارجية
- بيتر كراوس على موقع IMDb (الإنجليزية)
- بيتر كراوس على موقع مونزينجر (الألمانية)
- بيتر كراوس على موقع ألو سيني (الفرنسية)
- بيتر كراوس على موقع ميوزك برينز (الإنجليزية)
- بيتر كراوس على موقع أول موفي (الإنجليزية)
- بيتر كراوس على موقع قاعدة بيانات الأفلام السويدية (السويدية)
- بيتر كراوس على موقع ديسكوغز (الإنجليزية)
- بيتر كراوس على موقع قاعدة بيانات الفيلم (الإنجليزية)
- بيتر كراوس على موقع كينوبويسك (الروسية)